# Mosnes
Mosnes ist eine französische Gemeinde mit 815 Einwohnern (Stand: 1. Januar 2022) im Département Indre-et-Loire, in der Région Centre-Val de Loire. Sie gehört zum Arrondissement Loches und zum Kanton Amboise. Ihre Einwohner nennen sich die Limerien(ne)s. Die Gemeinde ist Mitglied des Gemeindeverbandes Communauté de communes du Val d’Amboise.

## Geographie
Mosnes liegt etwa 31 Kilometer ostnordöstlich von Tours an der Loire und an der Cisse. Die Gemeinde gehört zum Weinbaugebiet Touraine-Amboise. Die Nachbargemeinden von Mosnes sind Cangey im Norden und Nordwesten, Veuves im Nordosten, Rilly-sur-Loire im Osten, Vallières-les-Grandes im Süden und Südosten, Souvigny-de-Touraine im Südwesten, Chargé im Westen sowie Limeray im Westen und Nordwesten.
Mosnes liegt an der Via Turonensis, einer Variante des Jakobswegs.

## Demographie
| Jahr                       | 1962 | 1968 | 1975 | 1982 | 1990 | 1999 | 2006 | 2017 |
| Einwohner                  | 703  | 639  | 639  | 675  | 677  | 736  | 757  | 804  |
| Quellen: Cassini und INSEE |      |      |      |      |      |      |      |      |

## Sehenswürdigkeiten
- Kirche Saint-Martin, Monument historique
- Schloss Thômeaux aus dem 18. Jahrhundert, heute Hotel

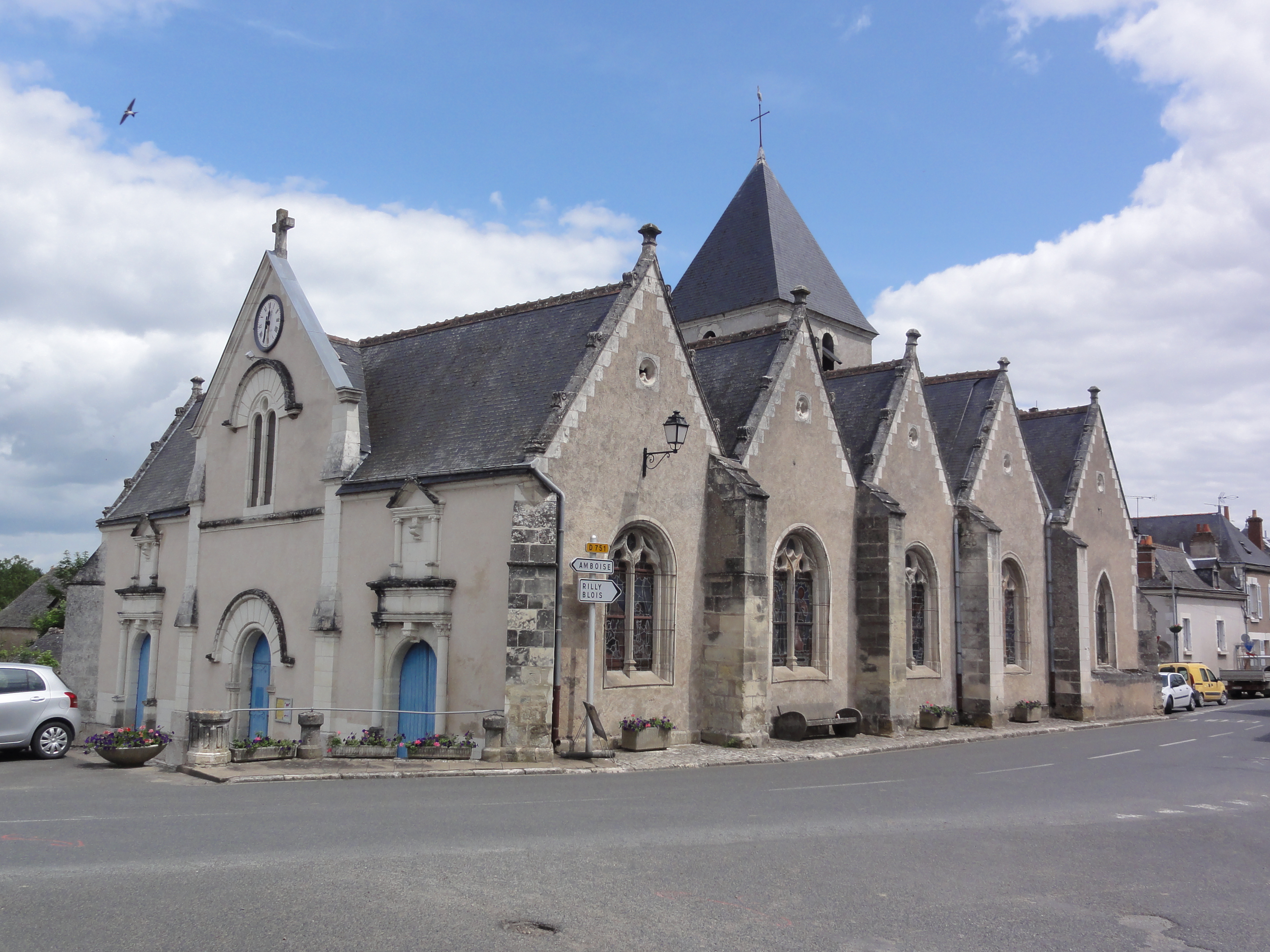
Kirche Saint-Martin